# Kim Katral
Kim Viktorija Katral (engl. Kim Victoria Cattrall, Vidnes, Ujedinjeno Kraljevstvo, 21. avgust 1956) kanadska je glumica rodom iz Engleske ovenčana Zlatnim globusom i nominovana za Emi. Najpoznatija je po ulozi Samante Džouns u HBO-ovoj TV-seriji Seks i grad, kao i za glavne uloge u nekoliko filmova iz 1980-ih kao što su Policijska akademija i Manekin.

## Biografija

### Detinjstvo i mladost
Kim Katral (engl. Kim Cattrall) je rođena u Vidnesu, malom mestu u Severnom Češiru (North Cheshire) u blizini Liverpula. Njeni roditelji su bili domaćica Šein Katral (Shane Cattrall) i građevinski radnik Denis Katral (Dennis Cattrall). Kada je imala godinu dana roditelji su joj emigrirali u Kourtni (Courtenay), град u Britanskoj Kolumbiji, Kanada. U Englesku se vratila kada je imala 11 godina. U tom peridou je pohađala „Londonsku Akademiju za muziku i dramsku umetnost“ (London Academy of Music and Dramatic Art - LAMDA). U Kanadu se vratila kada je imala 16 godina i tamo završila svoje obrazovanje.

## Karijera
Kim Katral je svoju karijeru počela po završetku srednje škole kada se 1972. godine iz Kanade preselila u Njujork. Tamo se upisala na Američku akademiju dramskih umetnosti, a neposredno nakon diplome sklopila ugovor sa režiserom Otom Premingerom (Otto Preminger) o angažmanu na pet godina. Njen filmski debi je bio Rosebud iz 1975. Sledeće godine su predstavnici filmskog studija Universal otkupili taj ugovor, i tako je Kim postala jedna od poslednjih glumaca koji su bili angažovani po sistemu ugovora karakterističnim za klasični period Holivuda. 
Nakon toga je Kim uglavnom nastupala na televiziji, pri čemu je njen debi bio u TV-seriji Kvinsi 1977godine. Dve godine kasnije Kim je angažovana za ulogu dr. Gabrijele Vajt u TV-seriji Hulk. Uspeh na TV-ekranima je doveo do angažmana na velikom ekranu. Godine 1980. je zajedno s Džekom Lemonom u filmu Tribut koji je režirao Bob Klark. Sledeće godine je nastupila od kritike hvaljenom kanadskom filmu Karte za raj.
Godine 1982. Klark ju je angažovao za ulogu gospođice Hanivil u svojoj komediji Porky's. Film je postao ogroman hit, a publika je upamtila Kim u sceni seksa koja se odvija u muškoj svlačionici. Dve godine kasnije Katral je zabeležila još jedan hit kao partnerica glavnog junaka u komediji Policijska akademija. Godine 1985. je nastupala u tri filma - Turk 182, City Limits i Hold-Up. Godine 1987. postigla je još jedan veliki uspeh u romantičnoj komediji Manekin. Godine 1992. je stekla i naklonost trekija svojim nastupom u filmu Star Trek VI: The Undiscovered Country gdje je tumačila lik poručnice Valeris.

## Filmografija
|       |                   |                             |                                                                     |  |
| 1975. |                   |                             | - Deadly Harvest (1976) - Tribute (1980)                            |  |
| 1981. |                   |                             |                                                                     |  |
| 1982. |                   |                             |                                                                     |  |
| 1984. |                   |                             |                                                                     |  |
| 1985. |                   |                             | - City Limits (1985) - Hold-Up (1985)                               |  |
| 1986. |                   | Velike nevolje u maloj Kini | Big Trouble in Little China (1986)                                  |  |
| 1987. |                   |                             | - Smokescreen (1988) - Masquerade (1988) - Midnight Crossing (1988) |  |
| 1989. |                   |                             | - Good Night, Michaelangelo (1989) - Honeymoon Academy (1990)       |  |
| 1990. | Lomača taštine    |                             |                                                                     |  |
| 1991. |                   |                             |                                                                     |  |
| 1992. |                   |                             | - Breaking Point (1992)                                             |  |
| 1995. |                   |                             |                                                                     |  |
| 1995. |                   |                             |                                                                     |  |
| 1996. |                   |                             | - Where Truth Lies (1996) - Exception to the Rule (1997)            |  |
| 1999. |                   |                             |                                                                     |  |
| 2001. | 15 minuta slave   |                             |                                                                     |  |
| 2002. | Nismo više klinke |                             |                                                                     |  |
| 2004. |                   |                             |                                                                     |  |
| 2005. | Ledena princeza   |                             |                                                                     |  |
| 2006. |                   |                             |                                                                     |  |
| 2008. |                   |                             |                                                                     |  |
| 2010. | Pisac iz senke    |                             | - Meet Monica Velour (2010)                                         |  |
| 2010. | Seks i grad 2     |                             |                                                                     |  |

### Televizijski nastupi
| - Good Against Evil (1977) - Quincy M.E. (1 epizoda, 1977) - Logan's Run (1 epizoda, 1977) - Switch (1 epizoda, 1977) - The Hardy Boys/Nancy Drew Mysteries (2 epizoda, 1978) - What Really Happened to the Class of '65? (1 epizoda, 1978) - Columbo: How to Dial a Murder (1978) - The Bastard (1978) - Starsky and Hutch (1 epizoda, 1978) - The Paper Chase (1 epizoda, 1978) - Family (1 epizoda, 1978) - The Incredible Hulk (1 epizoda, 1979) - How the West Was Won (1 epizoda, 1979) - The Rebels (1979) - Vega$ (1 epizoda, 1979) - The Night Rider (1979) - Crossbar (1979) - Charlie's Angels (1 epizoda, 1979) - Scruples (miniserija, 1980) - The Gossip Columnist (1980) - Hagen (1 epizoda, 1980) - Tucker's Wish (1 epizoda) - Trapper John, M.D. (2 epizode, 1979-1982) - Tales of the Gold Monkey (1 epizoda, 1983) | - Sins of the Past (1984) - Double Vision (1992) - Miracle in the Wilderness (1992) - Wild Palms (miniserija, 1993) - Angel Falls (nepoznate epizode, 1993) - Dream On (1 epizoda, 1994) - Running Delilah (1994) - Two Golden Balls (1994) - OP Center (1994) - The Heidi Chronicles (1995) - Every Woman's Dream (1996) - The Outer Limits (1 epizoda, 1997) |  | |
| 1997. | |  | - Rugrats (glas, 1 epizoda, 1997) - Duckman (glas, 1 epizoda, 1997) - Creature (1998) - Modern Vampires (1998) - 36 Hours to Die (1999) - Sex and the Matrix (2000) - Sex and the City (94 epizode, 1998-2004) - The Simpsons (1 episode, 2004) - Him and Us (2006) - My Boy Jack (2007) |

## Spoljašnje veze
- Kim Cattrall на веб-сајту  (језик: енглески)
- Kim Cattrall на сајту  (језик: енглески)
- Kim Cattrall speaking to madison Magazine about confidence
- AOL Books Interview about the book Being a Girl: Navigating the Ups and Downs of Teen Life Архивирано на веб-сајту  (23. фебруар 2021)
- Archive of the original Sex and the City newspaper columns Архивирано на веб-сајту  (29. јануар 2008)